# Aude Aguilaniu
Aude Aguilaniu (Bonneville, 10 aprile 1988) è un'ex sciatrice alpina e sciatrice freestyle francese naturalizzata belga nel 2012.
È figlia di Marie-Cécile Gros-Gaudenier, a sua volta sciatrice alpina di alto livello.

## Biografia
Aude Aguilaniu, originaria di Mont-Saxonnex, iniziò la sua carriera nello sci alpino: attiva in gare FIS dal novembre del 2003, esordì in Coppa Europa il 5 gennaio 2004 a Tignes in supergigante (37ª) e in Coppa del Mondo il 12 gennaio 2008 a Maribor in slalom gigante, senza completare la gara. Ottenne il miglior piazzamento in Coppa del Mondo il 3 febbraio 2008 a Sankt Moritz in supergigante (53ª) e in Coppa Europa il 22 novembre dello stesso anno a Funäsdalen in slalom gigante (6ª); sempre nel 2008 prese per l'ultima volta il via in Coppa del Mondo, il 13 dicembre a La Molina in slalom gigante senza completare la prova. La sua ultima gara nella disciplina fu uno slalom speciale FIS disputato il 27 marzo 2011 a Lutsen, chiuso dalla Aguilaniu al 2º posto.
Dalla stagione 2011-2012 si dedicò al freestyle, specialità ski cross: debuttò nella disciplina in occasione della gara di Coppa del Mondo disputata l'11 gennaio all'Alpe d'Huez (25ª) e il 15 gennaio successivo conquistò a Obermaiselstein il primo podio in Coppa Europa (2ª). Sempre nel 2012 ottenne l'unica vittoria in Coppa Europa, nonché ultimo podio, il 15 marzo a Myrkdalen/Voss, vinse la classifica di ski cross del circuito continentale e ottenne il miglior piazzamento in Coppa del Mondo, il 19 dicembre a Val Thorens (9ª). Si ritirò durante la stagione 2014-2015 e la sua ultima gara fu la prova di Coppa del Mondo disputata il 10 gennaio a Val Thorens, non completata dalla Aguilaniu; in carriera non prese parte a rassegne olimpiche o iridate, né nello sci alpino né nel freestyle.

## Palmarès

### Sci alpino

#### Coppa Europa
- Miglior piazzamento in classifica generale: 53ª nel 2009

#### Campionati francesi
- 1 medaglia:
  - 1 oro (supergigante nel 2007)

### Freestyle

#### Coppa del Mondo
- Miglior piazzamento in classifica generale: 121ª nel 2012
- Miglior piazzamento nella Coppa del Mondo di ski cross: 26ª nel 2014

#### Coppa Europa
- Vincitrice della classifica di ski cross nel 2012
- 5 podi:
  - 1 vittoria
  - 4 secondi posti

##### Coppa Europa - vittorie
| Data          | Località       | Paese    | Specialità |
| ------------- | -------------- | -------- | ---------- |
| 15 marzo 2012 | Myrkdalen/Voss | Norvegia | SX         |

Legenda:

SX = ski cross